# Орден Свободи і Незалежності КНДР
Орден Свободи та Незалежності КНДР (кор. 자유독립훈장) — один з орденів Корейської Народно-Демократичної Республіки.
Він ділиться на два ступені: перший ступінь призначений для нагородження командирам дивізій, бригад і великих партизанських з'єднань за мужність, хоробрість та успішне командування бойовими діями. Другий ступінь призначений для нагородження командирів полків, батальйонів та рот, окремих партизанських загонів. Орден як першого, так і другого ступеня може вручатися також цивільним фахівцям оборонної промисловості, військовим частинам і з'єднанням, відомі й інші нагородження колективів.

## Історія
Орден заснований 7 липня 1950 року під час Корейської війни. Було виготовлено два варіанти: радянського виробництва з поворотним механізмом кріплення та північнокорейського виробництва зі штифтом. На ордені девіз: 조국을 위해 (За Вітчизну)

## Нагороджені
Під час Корейської війни орден першого ступеня отримали 95 корейців та 126 китайців, а другого ступеня — 3043 корейці та 4703 китайці. Серед нагороджених: 
- Ансамбль пісні та танці Корейської Народної Армії, (I ступінь)

- Кім Хен Гвон, (I ступінь)

- Лі Чжон Ок, (I ступінь)

- Лі Иль Соль (I ступінь, десять разів, II ступінь тричі)
- Пен Ін-сон (l ступінь, ll ступінь)

- Пак Сон Чхоль (I ступінь)

- Чо Мен Рок, (I ступінь, двічі)

- Рі Ен Хо (І ступінь)

- Кім Чен Ір, (I ступінь,двічі II ступінь, двічі)

- Кім Ір Сен, (I ступінь)

- Кім Хен Рен (І ступінь)

- Кім Чен Гак (ІІ ступінь, двічі)

- Хен Чхоль Хє, (I ступінь, чотири рази)

- Хен Ен Чхоль, (I ступінь, ll ступінь)

- Хван Пхен Со, (ІІ ступінь)

- Володимир Разуваєв, (l ступінь) (СРСР)

- Іван Кожедуб, (l ступінь) (СРСР)
- Хван Сун Хі (l ступінь, двічі)
- О Джин У (l ступінь, сім разів, ll двічі)